# Dianthus micropetalus
Dianthus micropetalus är en nejlikväxtart som beskrevs av Nicolas Charles Seringe. Dianthus micropetalus ingår i släktet nejlikor, och familjen nejlikväxter. Inga underarter finns listade i Catalogue of Life.